# Fuentepiñel (kommunhuvudort)
Fuentepiñel är en kommunhuvudort i Spanien.   Den ligger i provinsen Provincia de Segovia och regionen Kastilien och Leon, i den centrala delen av landet, 110 km norr om huvudstaden Madrid. Fuentepiñel ligger 889 meter över havet och antalet invånare är 142.
Terrängen runt Fuentepiñel är platt. Runt Fuentepiñel är det mycket glesbefolkat, med 6 invånare per kvadratkilometer. Närmaste större samhälle är Cantalejo, 18,4 km sydost om Fuentepiñel. Trakten runt Fuentepiñel består till största delen av jordbruksmark.